# Edith Corbet
Edith Corbet, nacida Edith Edenborough (Goulburn, 28 de diciembre de 1846 – Hampstead, 1 de enero de 1920) fue una pintora paisajista victoriana, estrechamente relacionada con el grupo Macchiaioli (también conocido como los Toscanos o Etruscos), que pintaban al aire libre para capturar los efectos de la luz natural y en un formato panorámico para sus pinturas, en una ruptura con la tradición.

## Trayectoria
Edith Edenborough nació en Goulburn, Nueva Gales del Sur, Australia, siendo la segunda hija y el quinto hijo de Henry Edenborough y Margaret Stedman.  
Corbet se casó con el pintor e ilustrador victoriano Arthur Murch y se mudó a Roma, donde pintó con Giovanni Costa, líder del grupo Macchiaioli. En 1876 ambos se quedaron en Venecia. Olivia Rossetti Agresti escribió: "Costa tenía muy buena opinión de los dones de esta artista y solía mencionar con placer cuando salían juntos a pintar la naturaleza en Fusino" (Agresti, 1904). 
Entre 1880 y 1890, Corbet expuso sus obras con frecuencia en la Grosvenor Gallery y en la New Gallery. En 1891, tras la muerte de su primer esposo, se casó con Matthew Ridley Corbet, uno de los miembros principales del grupo Macchiaioli. A partir de ese momento, vivió en Londres, visitó Italia y expuso sobre todo en la Royal Academy of Arts de Londres. También expuso su trabajo en el Palacio de Bellas Artes durante la Exposición Mundial Colombina celebrada en Chicago en 1893. Corbet murió en Hampstead, al norte de Londres, en 1920.

## Galería

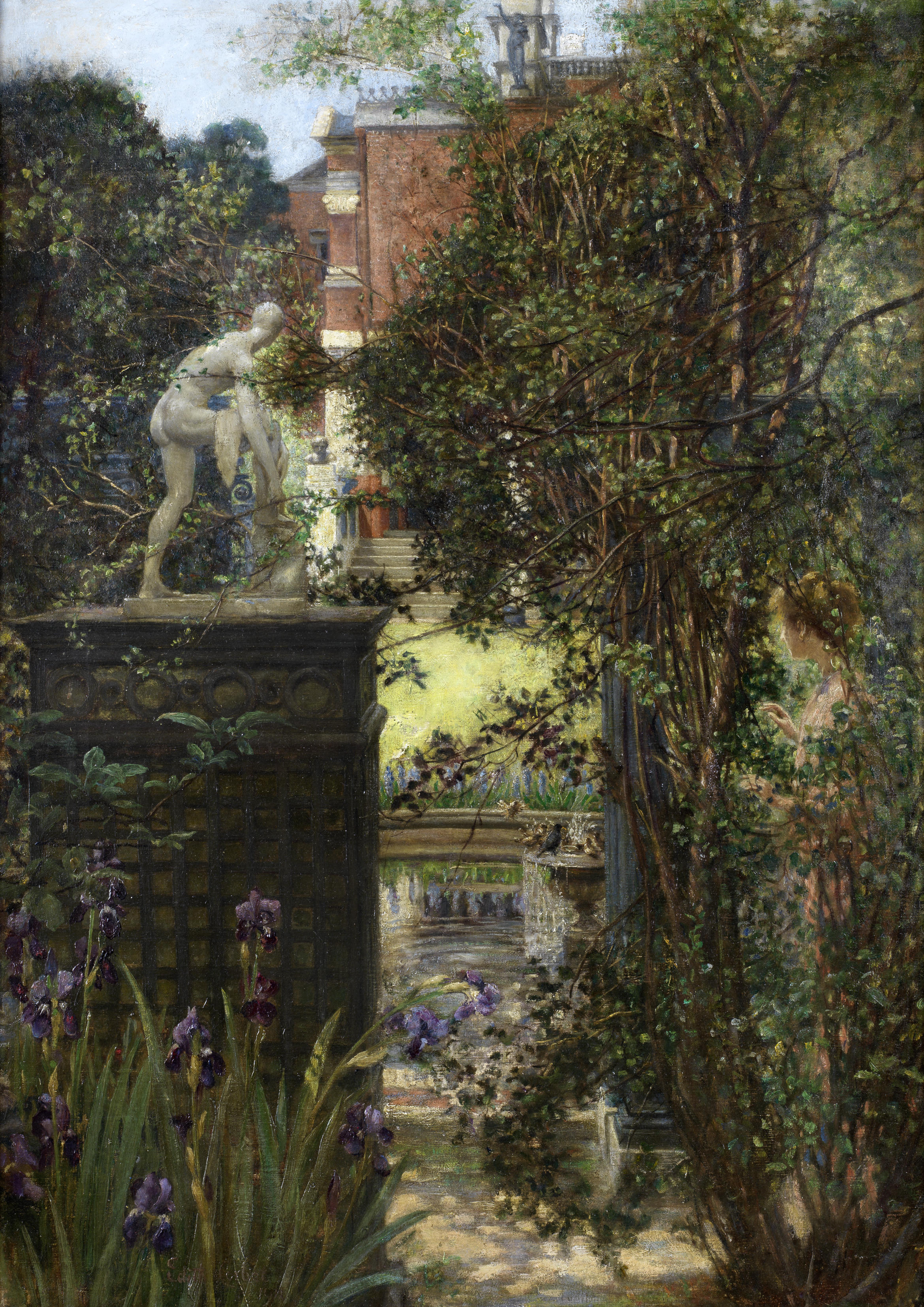
Un jardín londinense, 1911
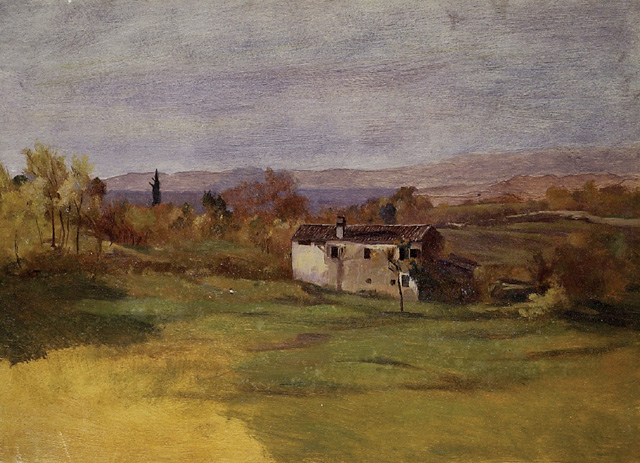
Asolo, 1899
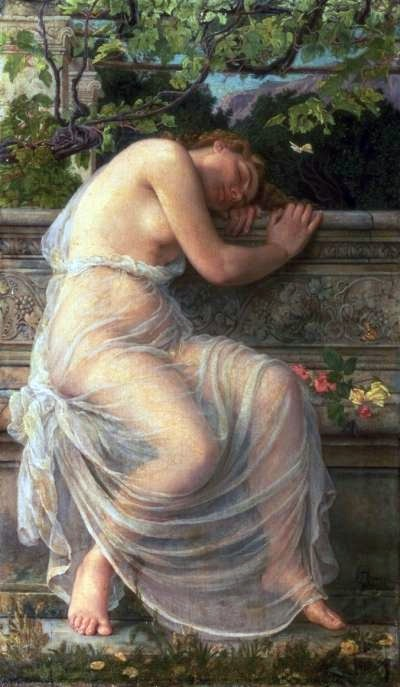
La chica dormida, 1882
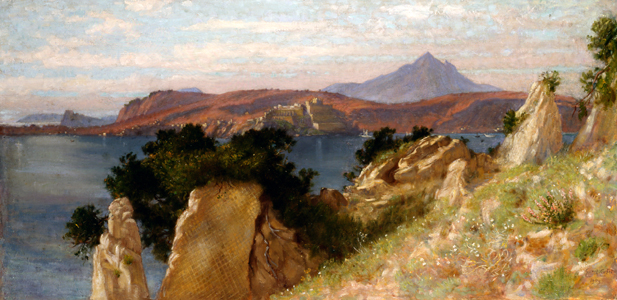
La villa Cícero y la bahía de Baiae, 1909
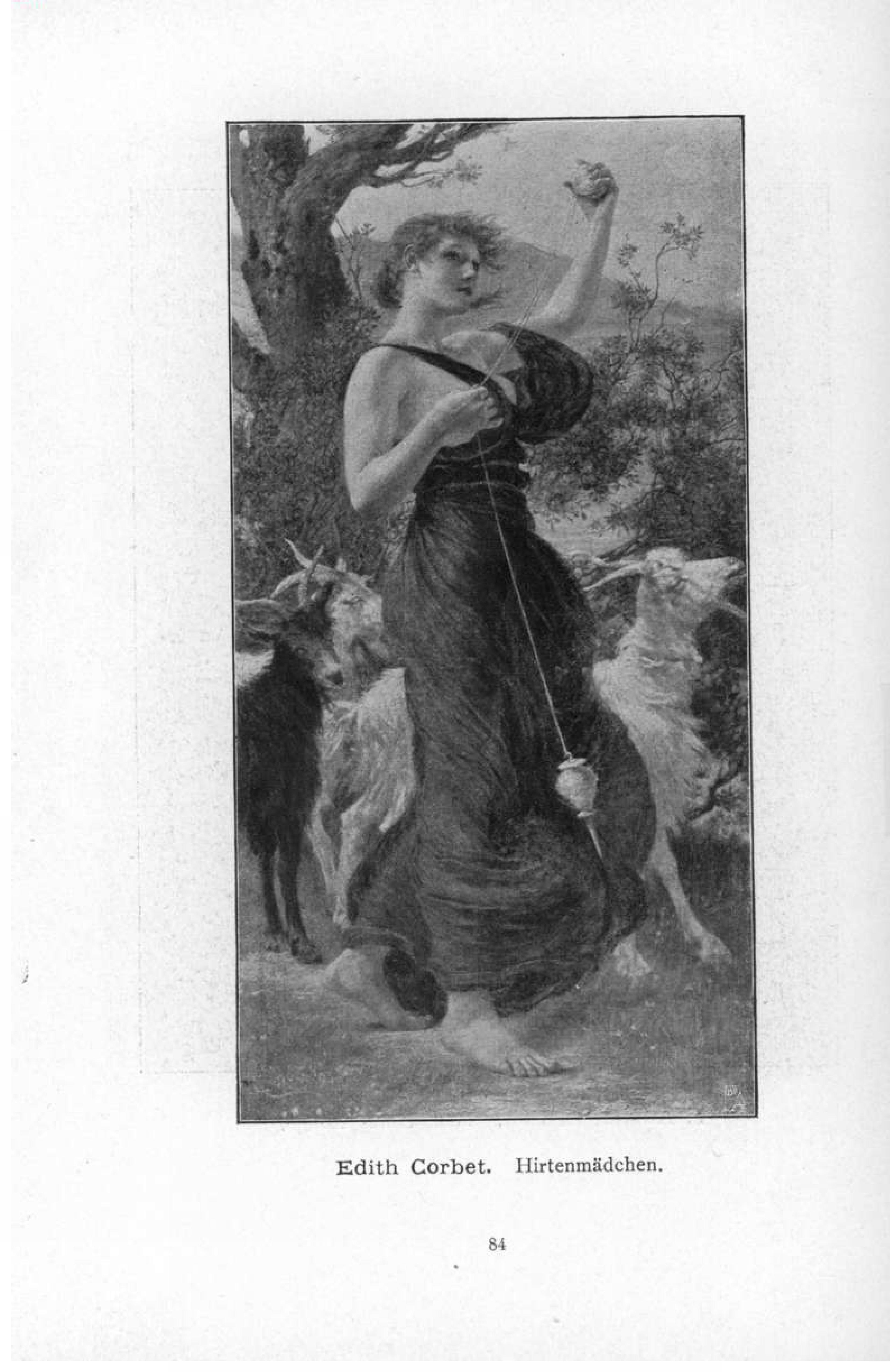
La chica cabra, 1896